# Parotoplana uncinata
Parotoplana uncinata är en plattmaskart som beskrevs av Lanfranchi 1978. Parotoplana uncinata ingår i släktet Parotoplana och familjen Otoplanidae. Inga underarter finns listade i Catalogue of Life.